# Pratt & Whitney J48
Pratt & Whitney J48 (kompanijska oznaka JT7) je turboreaktivni motor koji je razvila tvrtka Pratt & Whitney od licencirane verzije motora Rolls-Royce Tay. Tay/J48 je prošireni model motora Rolls-Royce Nene (Pratt & Whitney J42). Proizvedeno je 4108 primjeraka koji su najviše ugrađeni u Grumman F9F Panther, Grumman F-9 Cougar i Lockheed F-94 Starfire.

## Operativna povijest
Nekoliko je zrakoplova tijekom 1950-ih imalo ugrađeni motor J48, poput Grummana F9F-5 Panther i Grummana F9F-6/F9F-8 Cougar, Zrakoplovi USAF-a Lockheed F-94C Starfire i North American YF-93 koristili su verzije motora J48 koji su imali naknadno izgaranje.

## Varijante
Podaci iz The Engines of Pratt & Whitney: A Technical History.
- J48-P-1: 26,7 kN, 35,6 kN potiska s dogorijevanjem
- J48-P-2: 27,8 kN, 31,1 kN potiska s ubrizgavanjem vode ubrizgavanje vode
- J48-P-3: 26,7 kN, 35,6 kN potiska s naknadnim izgaranjem (afterburner)
- J48-P-5: 28,2 kN, 38,9 kN potiska s dogorijevanjem
- J48-P-6: 27,8 kN, 31,1 kN potiska s ubrizgavanjem vode
- J48-P-7: 28,2 kN, 38,9 kN potiska s dogorijevanjem
- J48-P-8: 32,2 kN potiska
- J48-P-8A: 32,2 kN potiska

## Primjena
- Grumman F9F-5 Panther
- Grumman F9F-6/-8 Cougar
- Lockheed F-94C Starfire
- North American YF-93

## Specifikacije (J48-P-8A)
Specifikacije prema The Engines of Pratt & Whitney: A Technical History.
Opća svojstva
- vrsta: turbomlazni motor
- dužina: 2788 mm
- promjer: 1280 mm
- masa suhog motora: 940 kg

## Vanjske poveznice
- Pratt & Whitney History page on the J48